# Škofja Riža
Škofja Riža je naselje v Občini Trbovlje.